# Samuel Brejar
Samuel Brejar, pseudonyme de Gilberto Yábar-Valdez (né à Lima, Pérou, le 28 juillet 1939 et mort le 18 octobre 2006 à Plancoët) est un poète français d'origine péruvienne.

## Biographie
Petit-fils de Orihuelo-Yábar, propriétaire terrien de Cuzco, dans les Andes du Sud du Pérou, il y passe sa petite enfance. Ses origines du côté paternel sont à la fois espagnoles, italiennes et péruviennes, auxquelles s’ajoute, du côté maternel, une part de sang indien Quechua. Il poursuit ses études primaires et secondaires chez les Jésuites à Lima. Son père meurt dans accident de voiture alors qu’il est âgé de 16 ans, et il doit travailler, tout en poursuivant ses études en cours du soir. C’est là qu’il s'engage politiquement aux côtés des communistes. Par ailleurs, profondément antimilitariste, il fait changer sa date de naissance sur son certificat (i.e., 1939), afin d’éviter le service militaire. 
Étudiant en littérature, il est emprisonné, torturé à plusieurs reprises et, arrêté en pleine rue, il est envoyé en exil, au Chili ou en Argentine, sans ressources et sans que sa famille soit prévenue. 
Au début des années 1970, il quitte le Pérou et s’installe au Mexique où il fait la connaissance de Francisco Azuela, un poète mexicain et de Noëlle Vuillermoz, française alors étudiante de troisième cycle en ethnohistoire au Chiapas et à Mexico. Il s’installe avec Noëlle Vuillermoz en France à partir de 1973, année de naissance de leur fille. Ils vivent quelques années en région parisienne, puis dans le centre de la France et, enfin en Bretagne, non loin de Dinan. Il meurt d'une tumeur au cerveau le 18 octobre 2006.

## Œuvre
Au Pérou et au Mexique essentiellement, il a l’occasion de publier ses premières œuvres poétiques, comme “Todas las mordazas”, 1965, “Hallazgos del raro comportamiento”, 1967, “Legajos del archivista”, 1969, “Los cantos destruidos”, 1970, “Cuentero del duende”, 1971, “Palabras matadas”, 1972. Cependant, c’est en France qu’il écrit l’essentiel de son œuvre poétique et théâtrale. 
Poésie
- “Les Écrits de l’Andin”, 1978, “Les Exiliades”, 1981, “L’Argot de la Horde”, 1983, “Les archives d’Ariel”, 1985, “Le livre des mots”, 1992[2], “Qori Kontur”, 2001[3].

Théâtre
- “Les ardeurs de l’été”, 1983,  “Le masseur de crocodiles”, 1984, “Les rois ruinés”, 1985, “La nuit”, 1989, “Le silence”, “Songe d’un après-midi d’automne”, ces deux dernières pièces étant inédites.

Revues
- De juin 1993 à décembre 2006, il a fait paraître, en collaboration avec sa femme, Noëlle, Rimbaud Revue, (semestriel international de création littéraire), revue de littérature et de poésie, publiant des textes inédits de poètes et écrivains de langue française ou espagnole (traduits par N Y-V), d’Europe ou d’Amérique Latine, avec un grand choix de poèmes, essais, études et critiques littéraires, chroniques, récits, entrevues, traductions, reproductions d’art contemporain, photos, présentation de livres et de revues.

- À cette revue a tout d’abord été ajouté un complément en espagnol Revista Sur bientôt remplacé par une revue à part entière, Neruda Internacional, publiant le même type de textes, en espagnol, essentiellement d’auteurs latino-américains, mais aussi des traductions, par N Y-V, de textes ou poèmes en français.

Quelques points de vue sur Samuel Brejar
- Philippe Saubadine : « C'est un véritable requiem amérindien que Samuel Brejar compose avec les lamentations et deuil d'Otaranta, âme protectrice des clans, dont la saga fouille dans les entrailles de la mémoire pour en extirper les sacrifices et les massacres… ensemble à vocation de constat impuissant et prémonitoire : ce n'est pas parce que la planète vieillit que ses habitants croissent en sagesse »[4].

- Jean Breton : « Qori Kontur (est)… un ensemble complexe, aux riches travestissements, et qui nous éclaire sur nos dédoublements et sur tout ce que l'on doit à la notion d'exil »[5].

- Roland Counard : « Outre une sains réaction de Samuel Brejar qui consacre son édito à renvoyer dans son trou le courrier d'un lecteur xénophobe, on applaudit l'excellente cuvée de cette belle revue »[6].

- Karel Hadek : « Nous regrettons beaucoup la décision de Samuel Brejar (d'en terminer avec sa revue car…), "Rimbaud Revue" était indéniablement une revue ouverte et majeure… Non, le travail de R.R. n'aura pas été un leurre, et cette ultime livraison le prouve encore une fois »[7].